# Samuel Essende
Samuel Emmanuel Essende Mbongu (Montfermeil, 30 gennaio 1998) è un calciatore congolese (Repubblica Democratica del Congo) con cittadinanza francese, attaccante dell'Augusta e della nazionale congolese.

## Biografia
Nato in Francia, possiede anche la cittadinanza congolese.

## Carriera

### Club
Essende è passato all'academy del Paris Saint-Germain all'età di dodici anni, ed ha trascorso la sua intera carriera giovanile con questo club. Il 10 agosto 2018 ha firmato il primo contratto professionistico con il PSG, valido fino al 1 giugno 2021.
On 22 agosto 2018, è andato in prestito all'Eupen in Belgio. Ha debuttato a livello professionistico con l'Eupen in una vittoria per 1-0 contro il R.E. Mouscron in Pro League il 25 agosto 2018.
Nell'agosto 2019 ha firmato per l'Avranches in Championnat National.
Nel 2021, ha firmato per il Pau in Ligue 2.
Il 20 giugno 2022 ha firmato un contratto con il Caen fino al 2025.
On 20 luglio 2023 il Caen lo ha ceduto in prestito per una stagione al Vizela in Primeira Liga.

### Nazionale
Nel maggio 2024 viene convocato per la prima volta dalla RD del Congo, nazionale delle sue origini, con cui esordisce il 6 giugno 2024 nella gara pareggiata 1-1 in casa del Senegal.

## Statistiche

### Presenze e reti nei club
Statistiche aggiornate al 19 gennaio 2025.
| Stagione                     | Squadra                      | Campionato                   | Campionato | Campionato | Coppe nazionali | Coppe nazionali | Coppe nazionali | Coppe continentali | Coppe continentali | Coppe continentali | Altre coppe | Altre coppe | Altre coppe | Totale | Totale | Totale |
| Stagione                     | Squadra                      | Comp                         | Pres       | Reti       | Comp            | Pres            | Reti            | Comp               | Pres               | Reti               | Comp        | Pres        | Reti        | Pres   | Reti   |        |
| ---------------------------- | ---------------------------- | ---------------------------- | ---------- | ---------- | --------------- | --------------- | --------------- | ------------------ | ------------------ | ------------------ | ----------- | ----------- | ----------- | ------ | ------ | ------ |
| 2015-2016                    | Paris Saint-Germain 2        | CFA                          | 2          | 0          | -               | -               | -               | -                  | -                  | -                  | -           | -           | -           | 2      | 0      |        |
| 2016-2017                    | Paris Saint-Germain 2        | CFA                          | 19         | 2          | -               | -               | -               | -                  | -                  | -                  | -           | -           | -           | 19     | 2      |        |
| 2017-2018                    | Paris Saint-Germain 2        | N2                           | 14         | 3          | -               | -               | -               | -                  | -                  | -                  | -           | -           | -           | 14     | 3      |        |
| Totale Paris Saint-Germain 2 | Totale Paris Saint-Germain 2 | Totale Paris Saint-Germain 2 | 35         | 5          |                 | -               | -               |                    | -                  | -                  |             | -           | -           | 35     | 5      |        |
| 2018-2019                    | Eupen                        | PL                           | 16         | 0          | CB              | 3               | 0               | -                  | -                  | -                  | -           | -           | -           | 19     | 0      |        |
| 2019-2020                    | Avranches 2                  | N3                           | 3          | 1          | -               | -               | -               | -                  | -                  | -                  | -           | -           | -           | 3      | 1      |        |
| 2019-2020                    | Avranches                    | N1                           | 18         | 3          | CF              | 2               | 1               | -                  | -                  | -                  | -           | -           | -           | 20     | 4      |        |
| 2020-2021                    | Avranches                    | N1                           | 27         | 8          | CF              | 3               | 4               | -                  | -                  | -                  | -           | -           | -           | 30     | 12     |        |
| Totale Avranches             | Totale Avranches             | Totale Avranches             | 45         | 11         |                 | 5               | 5               |                    | -                  | -                  |             | -           | -           | 50     | 16     |        |
| 2021-2022                    | Pau                          | L2                           | 32         | 7          | CF              | 1               | 1               | -                  | -                  | -                  | -           | -           | -           | 33     | 8      |        |
| 2022-2023                    | Caen 2                       | N2                           | 2          | 0          | -               | -               | -               | -                  | -                  | -                  | -           | -           | -           | 2      | 0      |        |
| 2022-2023                    | Caen                         | L2                           | 28         | 4          | CF              | 2               | 0               | -                  | -                  | -                  | -           | -           | -           | 30     | 4      |        |
| 2023-2024                    | Vizela                       | PL                           | 31         | 15         | CP+Cdl          | 3+1             | 1+0             | -                  | -                  | -                  | -           | -           | -           | 35     | 16     |        |
| 2024-2025                    | Augusta                      | BL                           | 16         | 5          | CG              | 3               | 3               | -                  | -                  | -                  | -           | -           | -           | 19     | 8      |        |
| Totale carriera              | Totale carriera              | Totale carriera              | 208        | 48         |                 | 18              | 10              |                    | -                  | -                  |             | -           | -           | 226    | 58     |        |

### Cronologia presenze e reti in nazionale
| Cronologia completa delle presenze e delle reti in nazionale ― RD del Congo | Cronologia completa delle presenze e delle reti in nazionale ― RD del Congo | Cronologia completa delle presenze e delle reti in nazionale ― RD del Congo | Cronologia completa delle presenze e delle reti in nazionale ― RD del Congo | Cronologia completa delle presenze e delle reti in nazionale ― RD del Congo | Cronologia completa delle presenze e delle reti in nazionale ― RD del Congo | Cronologia completa delle presenze e delle reti in nazionale ― RD del Congo | Cronologia completa delle presenze e delle reti in nazionale ― RD del Congo |
| Data                                                                        | Città                                                                       | In casa                                                                     | Risultato                                                                   | Ospiti                                                                      | Competizione                                                                | Reti                                                                        | Note                                                                        |
| --------------------------------------------------------------------------- | --------------------------------------------------------------------------- | --------------------------------------------------------------------------- | --------------------------------------------------------------------------- | --------------------------------------------------------------------------- | --------------------------------------------------------------------------- | --------------------------------------------------------------------------- | --------------------------------------------------------------------------- |
| 6-6-2024                                                                    | Diamniadio                                                                  | Senegal                                                                     | 1 – 1                                                                       | RD del Congo                                                                | Qual. Mondiali 2026                                                         | -                                                                           |                                                                             |
| 9-6-2024                                                                    | Kinshasa                                                                    | RD del Congo                                                                | 1 – 0                                                                       | Togo                                                                        | Qual. Mondiali 2026                                                         | -                                                                           | 62’                                                                         |
| 6-9-2024                                                                    | Kinshasa                                                                    | RD del Congo                                                                | 1 – 0                                                                       | Guinea                                                                      | Qual. Coppa d'Africa 2025                                                   | -                                                                           | 63’                                                                         |
| 9-9-2024                                                                    | Dar-es-Salaam                                                               | Etiopia                                                                     | 0 – 2                                                                       | RD del Congo                                                                | Qual. Coppa d'Africa 2025                                                   | -                                                                           | 69’                                                                         |
| 10-10-2024                                                                  | Kinshasa                                                                    | RD del Congo                                                                | 1 – 0                                                                       | Tanzania                                                                    | Qual. Coppa d'Africa 2025                                                   | -                                                                           | 68’ 74’                                                                     |
| 19-11-2024                                                                  | Kinshasa                                                                    | RD del Congo                                                                | 1 – 2                                                                       | Etiopia                                                                     | Qual. Coppa d'Africa 2025                                                   | -                                                                           | 46’                                                                         |
| 5-6-2025                                                                    | Orléans                                                                     | RD del Congo                                                                | 1 – 0                                                                       | Mali                                                                        | Amichevole                                                                  | 1                                                                           | 70’                                                                         |
| 8-6-2025                                                                    | Orléans                                                                     | RD del Congo                                                                | 3 – 1                                                                       | Madagascar                                                                  | Amichevole                                                                  | -                                                                           | 75’                                                                         |
| Totale                                                                      |                                                                             | Presenze                                                                    | 8                                                                           |                                                                             | Reti                                                                        | 1                                                                           |                                                                             |